# أندريس كابريرو
أندريس كابريرو (بالإنجليزية: Andrés Cabrero)‏ هو لاعب كرة قدم أمريكي، ولد في 4 يناير 1989 في سان خوان في الولايات المتحدة. شارك مع منتخب بورتوريكو تحت 20 سنة لكرة القدم ومنتخب بورتوريكو لكرة القدم. أما مع النوادي، فقد لعب مع نادي أتليتيكو ريفير بليت بورتو ريكو ونجوم الشمال الشرقي.

## وصلات خارجية
- أندريس كابريرو على موقع الاتحاد الدولي (مؤرشف)  (الإنجليزية)
- أندريس كابريرو على موقع قاعدة بيانات كرة القدم.إي يو (الإنجليزية)
- أندريس كابريرو على موقع ناشيونال فوتبول تيمز (الإنجليزية)
- أندريس كابريرو على موقع Soccerway.com (الإنجليزية)
- أندريس كابريرو على موقع عالم كرة القدم.نت (الإنجليزية)